# راتسویلر
راتسویلر (به فرانسوی: Ratzwiller) یک کمون در فرانسه با جمعیت ۳۴۶ نفر است که در Canton of Sarre-Union واقع شده‌است.